# A Moon Shaped Pool
A Moon Shaped Pool is het negende studioalbum van de Engelse alternatieve rockband Radiohead. Het album verscheen als download op 8 mei 2016. Uitgaven voor cd en lp volgden in juni 2016. Radiohead verkocht ook een speciale editie met twee bonustracks. De albumhoes en artwork is door leadzanger Thom Yorke met Stanley Donwood ontworpen. Het is opgenomen in Zuid-Frankrijk samen met producer Nigel Godrich.
Enkele van de nummers op het album zijn enkele jaren voor het opnemen van het album al geschreven. "True Love Waits" komt uit 1995, "Burn the Witch" uit 2000, en "Present Tense" uit 2008. 
Radiohead bracht een week voor het album de singles "Burn the Witch" en "Daydreaming" uit met twee videoclips.

## Tracklist
Alle nummers zijn door Radiohead geschreven.
| 1.                 | Burn the Witch                                                  | 3:40 |
| 2.                 | Daydreaming                                                     | 6:24 |
| 3.                 | Decks Dark                                                      | 4:41 |
| 4.                 | Desert Island Disk                                              | 3:44 |
| 5.                 | Ful Stop                                                        | 6:07 |
| 6.                 | Glass Eyes                                                      | 2:52 |
| 7.                 | Identikit                                                       | 4:26 |
| 8.                 | The Numbers                                                     | 5:45 |
| 9.                 | Present Tense                                                   | 5:06 |
| 10.                | Tinker Tailor Soldier Sailor Rich Man Poor Man Beggar Man Thief | 5:03 |
| 11.                | True Love Waits                                                 | 4:43 |
| Totale duur: 52:31 |                                                                 |      |

| Nr. | Titel    | Duur |
| --- | -------- | ---- |
| 1.  | Ill Wind | 4:16 |
| 2.  | Spectre  | 3:19 |

## Bezetting

### Bandleden
- Colin Greenwood
- Jonny Greenwood
- Ed O'Brien
- Phil Selway
- Thom Yorke

### Andere muzikanten
- Hugh Brunt – dirigent
- Clive Deamer – drums op "Ful Stop"
- London Contemporary Orchestra and Choir – strijkers, koor[2]

### Productie
- Nigel Godrich – productie, mixing, engineering
- Maxime LeGuil – assistent engineering
- Sam Petts-Davies – engineering
- Bob Ludwig – mastering

### Design
- Stanley Donwood – artwork

## Hitnoteringen

### NederlandseAlbum Top 100
| Hitnotering: 14-05-2016 t/m 14-01-2017 | Hitnotering: 14-05-2016 t/m 14-01-2017 | Hitnotering: 14-05-2016 t/m 14-01-2017 | Hitnotering: 14-05-2016 t/m 14-01-2017 | Hitnotering: 14-05-2016 t/m 14-01-2017 | Hitnotering: 14-05-2016 t/m 14-01-2017 | Hitnotering: 14-05-2016 t/m 14-01-2017 | Hitnotering: 14-05-2016 t/m 14-01-2017 | Hitnotering: 14-05-2016 t/m 14-01-2017 | Hitnotering: 14-05-2016 t/m 14-01-2017 | Hitnotering: 14-05-2016 t/m 14-01-2017 | Hitnotering: 14-05-2016 t/m 14-01-2017 | Hitnotering: 14-05-2016 t/m 14-01-2017 | Hitnotering: 14-05-2016 t/m 14-01-2017 | Hitnotering: 14-05-2016 t/m 14-01-2017 | Hitnotering: 14-05-2016 t/m 14-01-2017 | Hitnotering: 14-05-2016 t/m 14-01-2017 | Hitnotering: 14-05-2016 t/m 14-01-2017 | Hitnotering: 14-05-2016 t/m 14-01-2017 | Hitnotering: 14-05-2016 t/m 14-01-2017 | Hitnotering: 14-05-2016 t/m 14-01-2017 | Hitnotering: 14-05-2016 t/m 14-01-2017 | Hitnotering: 14-05-2016 t/m 14-01-2017 | Hitnotering: 14-05-2016 t/m 14-01-2017 | Hitnotering: 14-05-2016 t/m 14-01-2017 | Hitnotering: 14-05-2016 t/m 14-01-2017 | Hitnotering: 14-05-2016 t/m 14-01-2017 | Hitnotering: 14-05-2016 t/m 14-01-2017 | Hitnotering: 14-05-2016 t/m 14-01-2017 | Hitnotering: 14-05-2016 t/m 14-01-2017 | Hitnotering: 14-05-2016 t/m 14-01-2017 | Hitnotering: 14-05-2016 t/m 14-01-2017 | Hitnotering: 14-05-2016 t/m 14-01-2017 | Hitnotering: 14-05-2016 t/m 14-01-2017 | Hitnotering: 14-05-2016 t/m 14-01-2017 | Hitnotering: 14-05-2016 t/m 14-01-2017 |
| Week:                                  | 1                                      | 2                                      | 3                                      | 4                                      | 5                                      | 6                                      | 7                                      | 8                                      | 9                                      | 10                                     | 11                                     | 12                                     | 13                                     | 14                                     | 15                                     | 16                                     | 17                                     | 18                                     | 19                                     | 20                                     | 21                                     | 22                                     | 23                                     | 24                                     | 25                                     | 26                                     | 27                                     | 28                                     | 29                                     | 30                                     | 31                                     | 32                                     | 33                                     | 34                                     | 35                                     |
| -------------------------------------- | -------------------------------------- | -------------------------------------- | -------------------------------------- | -------------------------------------- | -------------------------------------- | -------------------------------------- | -------------------------------------- | -------------------------------------- | -------------------------------------- | -------------------------------------- | -------------------------------------- | -------------------------------------- | -------------------------------------- | -------------------------------------- | -------------------------------------- | -------------------------------------- | -------------------------------------- | -------------------------------------- | -------------------------------------- | -------------------------------------- | -------------------------------------- | -------------------------------------- | -------------------------------------- | -------------------------------------- | -------------------------------------- | -------------------------------------- | -------------------------------------- | -------------------------------------- | -------------------------------------- | -------------------------------------- | -------------------------------------- | -------------------------------------- | -------------------------------------- | -------------------------------------- | -------------------------------------- |
| Positie:                               | 3                                      | 6                                      | 14                                     | 45                                     | 74                                     | 20                                     | 2                                      | 6                                      | 6                                      | 10                                     | 13                                     | 14                                     | 16                                     | 20                                     | 33                                     | 29                                     | 43                                     | 34                                     | 50                                     | 59                                     | 46                                     | 45                                     | 73                                     | 77                                     | 88                                     | 55                                     | 83                                     | 82                                     | 66                                     | 66                                     | 83                                     | 41                                     | 31                                     | 40                                     | 61                                     |